# Quake
Quake är ett FPS-spel utvecklat av id Software och släppt 22 juni 1996. Det introducerade flera stora framsteg i 3D-spelgenren: det använder sig av tredimensionella modeller för spelare och monster i stället för tvådimensionella sprites, och världen som det utspelar sig i är i äkta 3D i stället för det som tidigare användes, tvådimensionella kartor med höjdinformation som renderas till 3D. Det använder sig också av "lightmaps" och dynamiska ljuskällor, i motsats till den sektorbaserade statiska ljussättningen som använts i många äldre spel. Många anser att Quake rivstartade revolutionen för fristående 3D-grafikkort; "GLQuake" var den första tillämpningen som verkligen demonstrerade möjligheterna med 3DFX "Voodoo"-chipset.
Större delen av programmeringsarbetet med Quake-motorn gjordes av John Carmack. Michael Abrash, en specialist på prestandaoptimering av program, togs in för att göra programvarurenderingen mer gångbar med avseende på snabbhet. Bakgrundsmusiken till spelet skapades av Trent Reznor (Nine Inch Nails).
Spelets miljö liknar den i Doom-serien, med en ensam mänsklig soldat som bekämpar odöda och demoniska varelser i en science fiction-miljö där klassiska skjutvapen som hagelgevär och granatkastare blandas med mer futuristisk utrustning.
Quake och dess tre fristående uppföljare, Quake II, Quake III Arena och Quake 4 har totalt sålts i mer än fyra miljoner exemplar.
I slutet av februari 2009 släppte id Software en online-version av spelet, Quake Live, som är helt gratis.
Källkoden till Quake (och QuakeWorld) licensierades 1999 under GPL, vilket har gett upphov till en mängd olika projekt med målen att förbättra, optimera och lägga till fler funktioner till koden och göra den mer säker samt porta den till fler plattformar. Licensen gäller inte själva speldatan (banor, objekt, texturer, ljud och annat), men shareware-versionen är fortfarande tillgänglig. Man måste köpa en kopia av Quake för att få den registrerade versionen av spelet, som inkluderar fler episoder och deathmatch-banorna.

## Handling
Regeringen har utvecklat en portal, där man via den så kallade "Slipgate-teknologin" kan flytta en mängd olika saker snabbt. Projektet blir inte helt lyckat, då en fiende mer känd under namnet "Quake" skickar fiender från en annan dimension tillbaka genom portalen. Spelarens uppdrag blir att gå in i portalen, till den andra dimensionen, och stoppa fienden. Spelet hämtar inspiration bland annat från H.P. Lovecraft;

## Nätverk och Internet
Quake inkluderar möjligheten att spela med eller mot andra personer över LAN (både TCP/IP och IPX) eller via Internet. Spelet använder en klient-/server-modell där servern har spelet igång och andra spelare ”loggar in” i spelet via egna klienter för att delta. När du är ansluten till en server så är det en viss fördröjning från att det du gör når servern och vice versa; detta kallas i dagligt tal ping. Ämnet är ganska komplicerat, men kort kan man säga att högre ping ger dig sämre möjligheter eftersom fördröjningen gör det svårare att interagera med andra spelare och miljön.
Senare kom något som kallas dedikerad server, där man kör en speciell servermjukvara som inte tar lika mycket resurser från datorn och endast accepterar klienter som ansluter, man kan inte spela själv med den dedikerade servern.

## Modifikationer
Spelet modifieras med lätthet; användaren kan skapa egna banor, modeller, och ljud. Det går även att modifiera koden via Quake C, ett språk som liknar programmeringsspråket C. Lättheten att ändra spelet ledde till att många modifikationer (mods) dök upp. De första ändrade bara mindre saker som till exempel nya vapen eller monsters utseende. Moddarna kom senare att kategoriseras under Partial Conversion eller Total Conversion, där det tidigare pekar på en mindre ändring och det senare på en nästan fullständig ändring av spelet och spelstilen.
Den första stora och uppmärksammade modden blev ThreeWave Capture The Flag (CTF) som utvecklades huvudsakligen av David "Zoid" Kirsch. ThreeWave inkluderar nya vapen, nya texturer och nya banor, men viktigast av allt ett helt nytt spelsätt med helt andra regler att spela efter. Under normala omständigheter så skall två lag, rött och blått, stjäla det andra lagets flagga och föra den till sin egen bas. CTF har idag blivit en standard i de flesta större spelen, inte bara förstapersonsskjutare.
Den populära modden Team Fortress är baserad på en CTF-grund men har en klassindelning av spelarna, vilket ger ett helt annat spelsätt. Spelaren väljer en klass, vilken har en mängd olika begränsningar och fördelar gentemot de andra klasserna. På detta sätt skapas en kul och strategisk variation. Modden skapades av de tre australiensarna Robin Walker, John Cook och Ian Caughley, som senare efter framgångarna med Team Fortress skapade företaget Team Fortress Software och började jobba på en kommersiell mod för Quake II. Vad som senare skedde var att Valve anställde dem, skapade Team Fortress Classic och senare Team Fortress 2.

## Bakgrund
Första gången Quake omnämns är i id Softwares första spel, Commander Keen, som kom 1990. Följande text hittas i filen previews.ckl, vilken dateras till 10 december 1990:
| ”             | COMING SOON FROM ID SOFTWARE As our follow-up to the Commander Keen trilogy, Id Software is working on "The Fight for Justice": a completely new approach to fantasy gaming. You start not as a weakling with no food--you start as Quake, the strongest, most dangerous person on the continent. You start off with a Hammer of Thunderbolts, a Ring of Regeneration, and a trans-dimensional artifact. Here the fun begins. You fight for Justice, a secret organization devoted to vanquishing evil from the land! This is role-playing excitement. And you don't chunk around the screen. "The Fight for Justice" contains fully animated scrolling backgrounds. All the people you meet have their own lives, personalities, and objectives. A 256-color VGA version will be available (smooth scrolling 256-color screens--fancy that)! And the depth of play will be intense. No more "whack whack here's some gold." There will be interesting puzzles and decisions won't be "yes/no" but complex correlations of people and events. "The Fight for Justice" will be the finest PC game yet. | „ |
| – id Software | |   |

Spelet som id började jobba på en kort tid efter Doom II: Hell on Earth fick namnet Quake. Den första informationen om spelet beskrev Quake-karaktären som en figur liknande guden Tor, svingandes en stor hammare. Tidiga skärmdumpar visade en medeltida miljö med drakar och dylikt, spelet skulle även ha många fler RPG-inslag. Arbetet med motorn tog dock längre tid än väntat – Carmack skulle inte bara utveckla en helt tredimensionell motor utan även en TCP/IP-nätverksmodell (senare sa han att han borde ha gjort två separata projekt som utvecklade dessa två delar). Det slutgiltiga spelet blev således väldigt nedstrippat jämfört med de ursprungliga målen, och blev istället mer likt Doom. Quake tog snabbt över tronen från tidigare FPS-spel och revolutionerade sättet på vilket multiplayerspel utvecklades.
Efter påtryckningar från John Romero släppte man månader innan det fulla spelet en strippad multiplayerbeta kallad QTest, som var begränsad till endast tre banor.

### QuakeWorld
För att öka kvaliteten på onlinespelet släppte id QuakeWorld sent 1996. QuakeWorld (QW) är en version av Quake med väldigt omgjord nätverkskod, innehållandes bland annat ”client-side prediction”. Nätkoden i vanliga Quake tillät inte spelarens handlingar att visas förrän de bekräftats av servern. Om till exempel spelaren ville gå framåt så skickade klienten en begäran om att få gå framåt till servern, som då skulle kolla om spelaren faktiskt kunde röra sig framåt och sedan skicka tillbaka detta till klienten. Först då skulle handlingen visas för spelaren. Detta fungerade bra i ett LAN eller med en snabb uppkoppling till Internet. Men för en person med modem, med hög latens (lagg), blev det märkbara fördröjningar i spelet, vilket gjorde det mycket svårare och mindre roligt. John Carmack har medgett att detta var ett problem som borde ha åtgärdats innan spelets släpptes; man upptäckte aldrig problemet då han och de andra utvecklarna hade snabba uppkopplingar hemma.

### Porteringar
Quake porterades till Linux redan 1996. Efter några turer med kodstöld blev det senare en officiell port. 1997 kom det även portar till Mac OS Classic, Solaris och IRIX, det senare stödde både mjukvaru- och hårdvarurendering via OpenGL. Även spelkonsoler fick sin del av Quake. 1997 portade Lobotomy spelet till Sega Saturn. Detta anses vara en av de mest avancerade 3D-konverteringarna gjorda till en konsol. Samma år släppte även Midway en portning för Nintendo 64

### Källkod
Källkoden till Quake släpptes fri under licensen GPL 1999, men speldata såsom texturer, banor, modeller, ljud och annat lyder fortfarande under sig originallicens och således måste man fortfarande köpa spelet om man vill spela originalet.

## Historia och arv
Efter framgångarna med Quake utvecklade id två till spel i serien, Quake II och Quake III Arena. Ett fjärde spel, Quake 4, utvecklades av Raven Software och använder id:s Doom 3-motor.

### Machinima
Man kan säga att Quake bär ansvaret för filmtypen Machinima, där man gör filmer med hjälp av spelets egen motor. Filmer som Ranger Gone Bad och Blahbalicious är två av de mer kända filmerna.

## E-sport
Quake var ett av de första spelen som kom att kategoriseras som en e-sport. I en Quaketurnering som hölls 1997 var en Ferrari 308 förstapriset. Dennis Fong vann turneringen och idag anses han ha varit världens första professionella gamer.

### Fotnoter
1. ↑  Steam, 12 september 2003, Steam-ID: 2310, läst: 30 oktober 2024.[källa från Wikidata]
2. 1 2 3  Steam, 12 september 2003, Steam-ID: 2310, läst: 27 oktober 2022.[källa från Wikidata]
3. ↑  ”Quake” (på engelska). Gamefaqs. 22 juni 1996. http://www.gamefaqs.com/pc/12206-quake/data. Läst 18 september 2016.
4. ↑  ”Quake och Quakeworld”. https://www.internetmuseum.se/tidslinjen/quakeworld/. Läst 13 februari 2018.